# DisneyRemixMania
DisneyRemixMania é um álbum com versões em remix de canções dos álbum anteriores da série DisneyMania. Foi lançado em 27 de setembro de 2005, sendo o primeiro álbum da série que não foi recebeu um certificado de Ouro da RIAA.

## Faixas
1. Jesse McCartney - "The Second Star to the Right" (Lost Boys Remix)
2. The Cheetah Girls - "I Won't Say" (GRRL Power Remix)
3. Raven-Symoné - "Under the Sea" (Reggae Remix)
4. Jump5 - "Hawaiian Roller Coaster Ride" (Mahalo Remix)
5. Baha Men - "It's a Small World" (Shorty Remix)
6. Smash Mouth - "I Wan'na Be Like You" (Monkey C Remix)
7. Hilary Duff & Haylie Duff - "The Siamese Cat Song" (Cat-Scratch Remix)
8. Ashanti - "Colors of the Wind" (Soul Sister Remix)
9. Estrelas do Disney Channel - "Circle of Life" (All Star Remix)
10. Bowling for Soup - "The Bare Necessities" (Jungle Boogie Remix)
11. Skye Sweetnam - "Part Of Your World" (C-Girl Rock Remix)
12. Raven-Symoné - "True to Your Heart" (China Doll Remix)
13. Everlife - "Strangers Like Me" (Jungle Rock Remix)
14. Lalaine - "Cruella de Vil" (DJ Skribble Spot Remix)
15. Raven-Symoné, The Cheetah Girls, Lalaine - "DisneyRemixMania Mega Mix" (Under the Sea/I Won't Say (I'm in Love)/Cruella de Vil)

## Videoclipes
- "DJ Skribble Megamix" (A Pequena Sereia, Hércules e 101 Dálmatas)  - Raven-Symoné, The Cheetah Girls, Lalaine
- "Under the Sea"  (A Pequena Sereia)  - Raven-Symoné

## Paradas musicais
| Parada (2005)         | Melhor posição |
| --------------------- | -------------- |
| Billboard 200         | 146            |
| Top Electronic Albums | 2              |
| Top Kids Audio        | 2              |
| Top Heatseekers       | 3              |